# Саваї
Саваї (англ. Savai'i) — один з двох великих островів, що входять до складу Незалежної Держави Самоа (південна частина Тихого океану).

## Географія

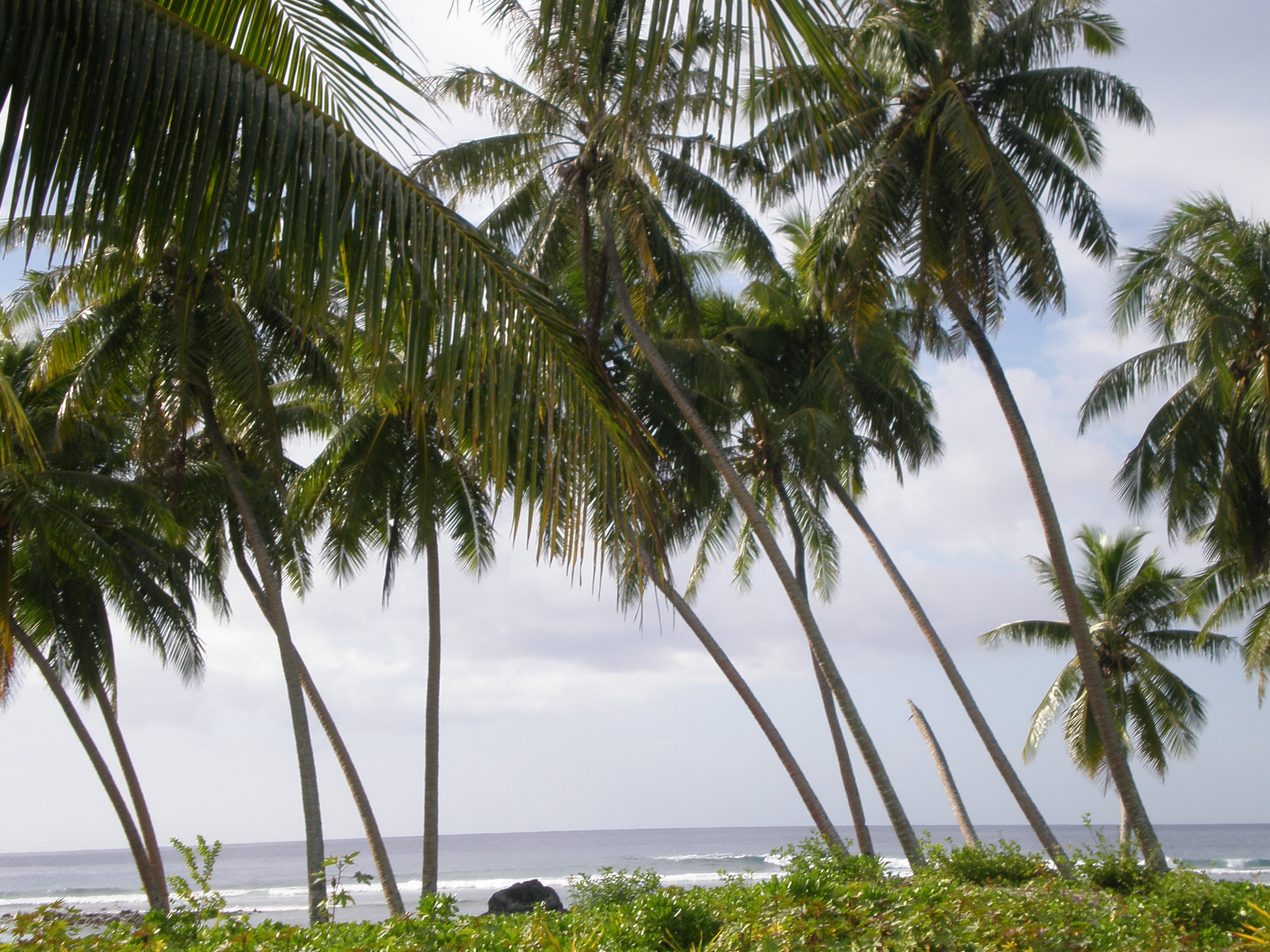
Фалеалупо, село на о. Саваї

Довжина острова складає близько 70 км, ширина — 40 км. Площа — 1708 км². Південний берег обривистий і скелястий, північний — менш рельєфний (тут розташована природна бухта Матаату). У центрі острова розташована гора Сілісілі (1858 метрів) — найвища точка держави Самоа, архіпелагу Самоа, а також вона займає четверту сходинку в списку найвищих точок всіх островів Тихого океану, що входять в частину світу Океанія, без урахування Папуа Нової Гвінеї та Нової Зеландії; і кілька дрімаючих вулканів (останнє виверження на острові було зареєстровано в 1911 році). Острів покритий густою рослинністю: платанами, кокосовими пальмами, цитрусовими та хлібними деревами. У східній частині острова на стику трьох округів (Палаулі, Гагаемауга і Фаасалелеага) знаходиться озеро Матаулано.

## Історія

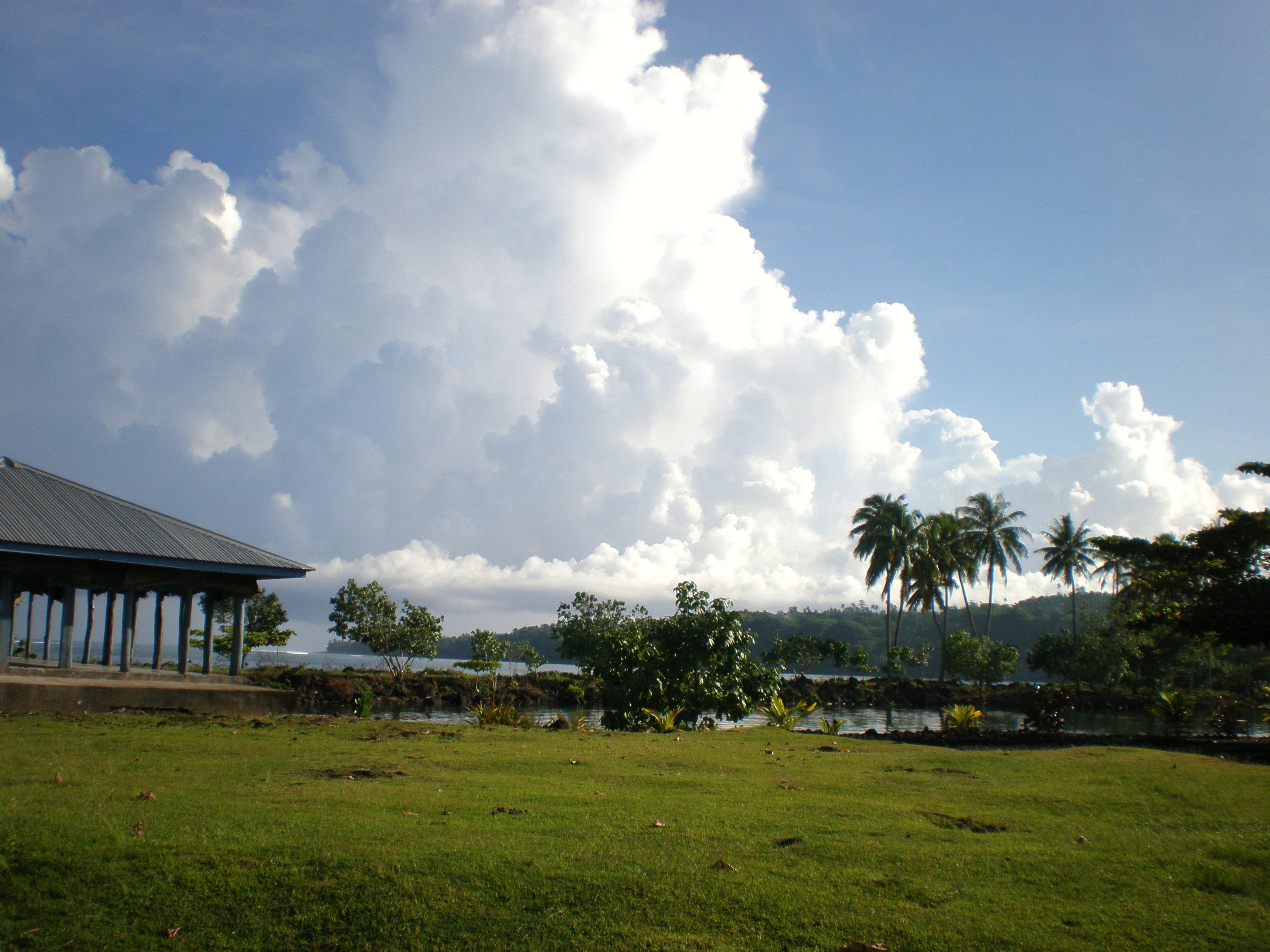
Село Сафуне

Саваї був відкритий французьким мандрівником Жаном Франсуа Лаперузом. З кінця XIX ст. увійшов до складу Західного (Німецького) Самоа.

## Адміністративний поділ

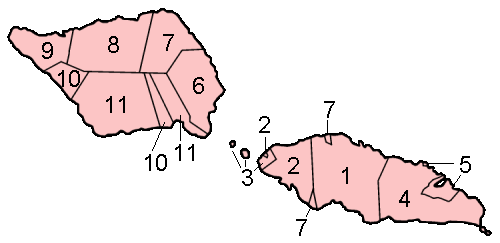
Округи Самоа

З 11 округів Самоа на острові Саваї знаходиться 6:
| № на мапі | Округ        | Адміністративний центр | Площа округу, км² | Населення округу, чол. (2006) | Щільність, чол./км² |
| --------- | ------------ | ---------------------- | ----------------- | ----------------------------- | ------------------- |
| Савайи    |              |                        |                   |                               |                     |
| 6         | Фаасалелеага | Сафотулафаї            | 266               | 13 404                        | 50,39               |
| 7         | Гагаемауга¹  | Салеаула               | 223               | 7 487                         | 33,57               |
| 8         | Гагаїфомауга | Аопа                   | 365               | 4 842                         | 13,27               |
| 9         | Ваїсігано    | Асау                   | 178               | 6 478                         | 36,39               |
| 10        | Сатупаїтеа   | Гаутаваї               | 127               | 5 260                         | 41,42               |
| 11        | Палаулі      | Ваїлоа і Палаулі       | 523               | 9 082                         | 17,37               |
|           | Всього       |                        | 1708              | 43 103                        | 25,24               |

¹ частина округу розташована на Уполу (включаючи села Саламуму-Уту і Леауваа)

## Населення
У 2006 році чисельність населення острова становила 43 103 особи. Найбільші порти — Салелолога і Асау.